# موتور عباس‌آباد
موتور عباس‌آباد یک منطقهٔ مسکونی در ایران است که در بخش مرکزی شهرستان فاریاب واقع شده‌است. موتور عباس‌آباد ۵۳ نفر جمعیت دارد.